# Kolka, Lettland
Kolka är en ort i Lettland.   Den ligger i kommunen Dundagas novads, i den nordvästra delen av landet, 130 km nordväst om huvudstaden Riga. Kolka ligger 7 meter över havet och antalet invånare är 400.